# ماديسون راين
آشلي نيكول لومبرغر، واسمها قبل الزواج آشلي سيمونز، من مواليد 5 فبراير 1986،  هي مصارعة محترفة أمريكية موقّعة حاليًا مع اتحاد النخبة للمصارعة المحترفة، تحت اسم الحلبة ماديسون راين، حيث تعمل أيضًا كمدرّبة في قسم المصارعة النسائية.
تُعرف ماديسون راين بشكل خاص بمسيرتها الطويلة في اتحاد توتال نون ستوب آكشن/إمباكت ريسلينغ ضمن قسم السيدات المعروف باسم الضاربات، حيث تُوّجت بطلة العالم للضاربات خمس مرات، وبطلة العالم للضاربات في الفرق الزوجية ثلاث مرات.
بدأت راين مسيرتها في عالم المصارعة على الحلبات المستقلة، حيث استخدمت في البداية اسمي آشلي لاين وليكسي لاين. وفي عام 2007، انضمت إلى اتحاد شيمر للمصارعات الرياضيات، وهو اتحاد مخصص بالكامل للمصارعة النسائية، وهناك أصبحت واحدة من أوائل حاملات لقب بطلات شيمر للفرق الزوجية، إلى جانب المصارعة نيفيه.
في عام 2009، انضمت راين إلى اتحاد تي إن إيه، حيث انخرطت في تحالف شرير إلى جانب المصارعتين أنجلينا لاف وفيلفيت سكاي ضمن الفريق المعروف باسم الجميلات. وفي مارس 2010، وبمشاركة لايسي فون إيريك وفيلفيت سكاي، فازت ببطولة الضاربات للفرق الزوجية، حيث دافعت النساء الثلاث عن اللقب بشكل جماعي وفقًا لما يُعرف بـقاعدة فريبيرد، التي تتيح لأي اثنتين من أعضاء الفريق الدفاع عن اللقب في أي وقت.
في أبريل 2010، فازت راين بأول ألقابها الخمسة في بطولة الضاربات الفردية، لتصبح بذلك أول مصارعة في تاريخ الاتحاد تجمع بين لقبي الفردي والزوجي في آن واحد. كما شاركت راين في اتحاد حلقة الشرف، ونافست في بطولة ماي يونغ كلاسيك لعام 2018 التي نظّمها اتحاد المصارعة العالمية الترفيهية.

## روابط خارجية
- ماديسون راين على موقع WrestlingData.com (الإنجليزية)
- ماديسون راين على موقع CageMatch worker (الإنجليزية)
- ماديسون راين على موقع قاعدة بيانات المصارعة على الإنترنت (الإنجليزية)
- ماديسون راين على موقع عالم المصارعة على الإنترنت (الإنجليزية)
- ماديسون راين على موقع عالم المصارعة على الإنترنت (الإنجليزية)

- ماديسون راين على موقع IMDb (الإنجليزية)
- ماديسون راين على موقع ميوزك برينز (الإنجليزية)
- ماديسون راين على موقع قاعدة بيانات الفيلم (الإنجليزية)

- صفحة ماديسون راين على دبليو دبليو إي.كوم
- المجد المصارعة الشخصية
- قاتلة WOW الملف الشخصي
- MadisonRayneعلى تويتر.
- ماديسون راين الشخصي في
- ماديسون راين في قاعدة بيانات الأفلام على الإنترنت